# Doteky osudu
Doteky osudu jsou americký mysteriózní televizní seriál, který měl premiéru 25. ledna 2012 na americké televizní stanici Fox.
Bývalému žurnalistovi Martinu Bohmovi zemře při útocích 11. září manželka. Jeho němý syn, který zároveň trpí autismem, je nějakým způsobem posedlý čísly a díky svým schopnostem dokáže do určité míry pomocí matematických vazeb předvídat budoucnost. V seriálu je také zmíněna takzvaná Báje o niti osudu. Tato báje vypráví o tom, že čínští bohové každému z nás na Zemi omotali kolem kotníku (pomyslnou) červenou nit osudu. Tato nit se může každou chvíli zamotat (což znamená že nás může oddálit od osob se kterými se máme v životě setkat), ale nikdy se nemůže přetrhnout. A všechny tyto pohyby nitě osudu, jsou ovládány jednoduchými výpočty matematické pravděpodobnosti, a právě tento mladý autista dokáže tato čísla vidět, a tím pádem dokáže nějaké osoby propojit. Jinými slovy dokončí to, co osud začal.
V Česku měl seriál premiéru 23. prosince 2013 na stanici Prima Cool.

## Hlavní postavy
- Kiefer Sutherland – Martin Bohm
- David Mazouz – Jake Bohm
- Gugu Mbatha-Raw – Clea Hopkins
- Danny Glover – Arthur Teller
- Maria Bello – Lucy Robbins
- Saxon Sharbino – Amelia Robbins

## Přehled řad
| Řada | Díly | Premiéra v USA | Premiéra v USA  | Premiéra v ČR     | Premiéra v ČR   |
| Řada | Díly | První díl      | Poslední díl    | První díl         | Poslední díl    |
| ---- | ---- | -------------- | --------------- | ----------------- | --------------- |
| 1    | 13   | 25. ledna 2012 | 14. září 2012   | 23. prosince 2014 | 17. března 2014 |
| 2    | 13   | 8. února 2013  | 10. května 2013 | 24. března 2014   | 23. června 2014 |

## Ocenění a nominace
| Rok  | Ocenění                      | Kategorie                                               | Práce             | Výsledek  |
| ---- | ---------------------------- | ------------------------------------------------------- | ----------------- | --------- |
| 2012 | Cena Emmy                    | nejlepší úvodní seriálová hudba                         |                   | nominace  |
| 2012 | Cena Emmy                    | nejlepší vizuální efekty                                |                   | nominace  |
| 2012 | TV Guide Awards              | nejoblíbenější nový seriál                              |                   | nominace  |
| 2012 | TV Guide Awards              | nejoblíbenější comeback                                 | Kiefer Sutherland | nominace  |
| 2012 | Teen Choice Awards           | nejlepší seriál: drama                                  |                   | nominace  |
| 2012 | Teen Choice Awards           | nejlepší seriálový herec: drama                         | Kiefer Sutherland | nominace  |
| 2013 | ASCAP Award                  | nejlepší televizní seriály roku                         |                   | vítězství |
| 2013 | Mediální cena GLAAD          | nejlepší seriálový díl (za „Lost and Found“             |                   | nominace  |
| 2013 | Young Artist Awards          | nejlepší seriálový herec v hlavní roli                  | David Mazouz      | nominace  |
| 2013 | Young Artist Awards          | nejlepší seriálový herec v hostující roli               | Daniel Polo       | nominace  |
| 2013 | Women's Image Network Awards | nejlepší seriál: drama                                  |                   | nominace  |
| 2013 | Women's Image Network Awards | nejlepší scénář filmu/seriálu napsaný ženou             | Carol Barbee      | nominace  |
| 2014 | Young Artist Awards          | nejlepší seriálová herečka v hostující roli (14–16 let) | Madison Leisle    | nominace  |